# Veronika Dudárova
Veronika Borísovna Dudárova (en ruso: Верони́ка Бори́совна Дуда́рова; en osetio: Дудараты Барисы чызг Вероникæ; 5 de diciembre de 1916  –  15 de enero de 2009) fue una directora soviética y rusa, la primera en triunfar como directora de orquestas sinfónicas en el siglo XX. Se convirtió en directora de la Orquesta Sinfónica Estatal de Moscú en 1947 y dirigió esta y otras orquestas durante sesenta años. En 1991, fundó la Orquesta Sinfónica de Rusia.

## Biografía
Dudárova nació en Bakú en una familia de etnia osetia, anteriormente aristocrática. Asistió a la escuela de música de Bakú (clase de Stephan Strasser), al departamento de piano del Conservatorio de Leningrado (1933-1937) y al departamento de directores del Conservatorio de Moscú (1939-1947). 
Durante trece años, desde 1947 hasta 1960, fue directora júnior de la Orquesta Sinfónica del Estado de Moscú. En 1960, asumió como directora principal y dirigió la orquesta hasta 1989. Dirigió la Orquesta Sinfónica de Rusia de 1991 a 2003 y mantuvo el rol de directora artística de la orquesta hasta su fallecimiento en Moscú en enero de 2009.

## Reconocimientos
En 1977, recibió el título de Artista del pueblo de la URSS.
En el documental de 1987 A Woman Is a Risky Bet: Six Orchestra Conductors , dirigido por Christina Olofson, Dudárova dirigió la Orquesta Sinfónica y Coro Estatal de Moscú en una interpretación del Réquiem de Mozart.
El asteroide 9737 Dudarova del cinturón principal recibió su nombre.
Según su hijo Mikhail, durante un concierto en Andorra en 1993, debido a su intenso estilo de dirección, ella cayó del podio pero siguió dirigiendo la orquesta tirada en el suelo apoyándose en su mano derecha y la pieza se interpretó hasta el final. sin interrupción.